# Kobylá
Kobylá är en ort i Tjeckien.   Den ligger i regionen Olomouc, i den östra delen av landet, 190 km öster om huvudstaden Prag. Kobylá ligger 289 meter över havet och antalet invånare är 504.
Terrängen runt Kobylá är platt åt nordost, men åt sydväst är den kuperad.Runt Kobylá är det ganska tätbefolkat, med 54 invånare per kvadratkilometer. Närmaste större samhälle är Jeseník, 13,8 km söder om Kobylá. I omgivningarna runt Kobylá växer i huvudsak blandskog.